# La Nation belge
La Nation belge est un journal quotidien d'union nationale fondé en 1918. Son lectorat couvrait toute la Belgique. Il ne paraît pas pendant la Seconde Guerre mondiale et disparaît fin des années 1950.

## Historique
Créé au Havre (le gouvernement belge s'était replié à Sainte-Adresse pendant la Grande Guerre) peu avant l'Armistice à l'initiative du journaliste belge Fernand Neuray, ce journal jouit d'une audience considérable auprès des patriotes. Interdit sous l'occupation nazie, il sera repris par le groupe du journal La Meuse en 1955 pour disparaître définitivement le 31 décembre 1956.
À partir des années 1920, Charles Bernard, écrivain, journaliste et critique d'art belge, grand défenseur de la peinture moderne, contribuera à la notoriété du journal en y rédigeant régulièrement pendant près de trente ans de nombreux articles consacrés à la vie culturelle littéraire et artistique, concentrant son activité sur les arts plastiques, qui deviennent sa spécialité.
L'un de ses rédacteurs en chef, René Hislaire, neveu de Fernand Neuray, prendra ensuite la direction du quotidien L'Indépendance belge.
Au début des années 1960, La Nation belge paraît en tant que mensuel dirigé par Gérard Hupin et est l'organe de presse du Parti National Belge dirigé par Gérard Hupin,.